# Petar Aleksandar Bogetić
Petar Aleksandar Bogetić (Split, 26. studenog 1718. – Split, 2. svibnja 1784.), hrvatski povjesničar i arheolog.
Bio je prokancelar metropolitanske crkve u Splitu. Pomagao je D. Farlatiju u skupljanju građe za njegov "Illyiricum sacrum". Proučavao je spomenike antičke Salone, povijest Splita i stari novac.